# Господин X и морето
„Господин X и морето“ е български криминален комедиен сериал, който се излъчва по Нова ТВ. Режисьори на продукцията са Станислав Тодоров-Роги, Димитър Коцев-Шошо и Димитър Гочев, а продуцент е Димитър Гочев. Сценаристи са Теодора Маркова, Георги Иванов, Невена Кертова, Иван Ланджев и Владислав Тинчев.
Заснет е през 2018 г., основно в гр. Варна.

## Излъчване
Премиерата е на 1 март 2019 г. по NOVA и се излъчва всеки петък от 20.00 ч. Премиерният епизод е представен на същата дата в столичен МОЛ.

## Сюжет
Продукцията проследява драматичните обрати в живота на главния герой Деян Христов (Калин Врачански) в морския град Варна, заедно с четирите жени в неговия вълнуващ живот Ася Сарафова (Александра Сърчаджиева), Виктория Кънчева (Доротея Толева), Катя Григорова (Станислава Николова) и Невена Бакалова (Ина Добрева). Историите на героите са пречупени през призмата на много загадки и неясноти, много потайности, неочаквани моменти и лъжи.

## Актьорски състав
- Калин Врачански – Деян Нинов/Симеон Христов, измамник и класен ръководител
- Александра Сърчаджиева – Ася Сарафова, председател на родителското настоятелство
- Стоян Радев – Лилавия, преследвачът
- Доротея Толева – Вики Кънчева, бивш модел и life coach
- Станислава Николова – Катя Григорова, собственик на ресторант
- Любен Кънев – Огнян Сарафов, общински съветник и съпруг на Ася
- Пламен Великов – Емил Григоров, съпруг на Катя и собственик на софтуерна компания
- Александрия Чальовски – Мая Григорова, дъщеря на Катя и Емил
- Христо Пъдев – Кънчо Кънчев, съпруг на Вики и бизнесмен
- Светломир Радев – Масларов, директорът на училището
- Ина Добрева – Невена Бакалова, учител по английски
- Явор Дарелов – Митко Сарафов, син на Ася и Огнян
- Свежен Младенов – Посредник
- Любомир Димитров – Роберто Кънчев, син на Вики и Кънчо
- Васил Банов – Димитър Нинов, баща на Деян